# Parosphromenus parvulus
Parosphromenus parvulus är en fiskart som beskrevs av Vierke, 1979. Parosphromenus parvulus ingår i släktet Parosphromenus och familjen Osphronemidae. Inga underarter finns listade i Catalogue of Life.